# Ahaetulla oxyrhyncha

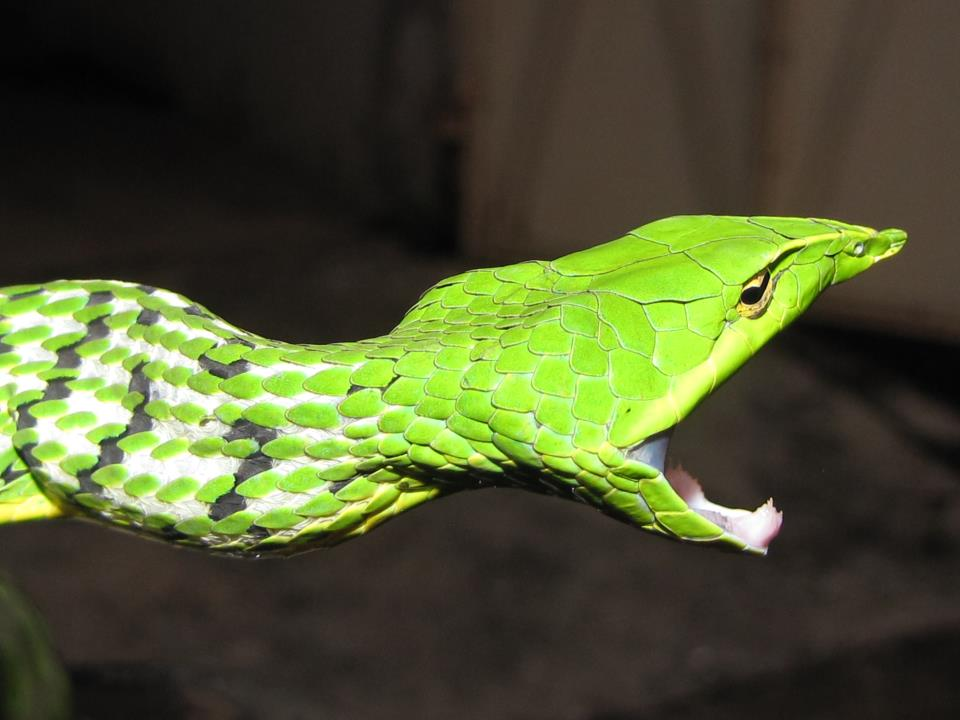
Ahaetulla oxyrhyncha, em Ezhimala, Kerala, Índia. Observe os interstícios distintos em preto e branco.

Ahaetulla oxyrhyncha é uma espécie de serpente arborícola, diurna e levemente venenosa, distribuída nas planícies do sul da Índia. Frequentemente, acredita-se erroneamente que ela arranca os olhos das pessoas, o que tem levado à matança indiscriminada dessa espécie.

## Descrição
Uma serpente de corpo fino e esguio, geralmente de um verde brilhante semelhante à grama. Possui um par de linhas brancas que se estendem por todo o comprimento do corpo, separando as partes dorsal e ventral. Adultos podem ultrapassar 1,5 m de comprimento. Seus olhos apresentam pupilas horizontais únicas. Anteriormente classificada como A. nasuta, a A. oxyrhyncha é, na verdade, uma espécie de corpo muito maior e com um focinho significativamente mais longo.

## Distribuição geográfica
Esta espécie está distribuída pelas planícies mais secas e áreas de colinas baixas da Índia peninsular, exceto nas florestas úmidas dos Gates Ocidentais.

## Habitat
É encontrada em diversos tipos de vegetação, incluindo habitats áridos a semiáridos, florestas decíduas secas, bem como áreas abertas, como florestas de arbustos espinhosos de Deccan, florestas costeiras da costa de Malabar e savanas indianas. Esta espécie é frequentemente avistada em áreas próximas a habitações humanas em vilarejos, zonas rurais e até em alguns parques urbanos.

## Taxonomia
Foi descrita como uma espécie distinta em 1825 com base em desenhos de serpentes de Vishakapatnam, mas posteriormente foi considerada a mesma espécie e confundida com A. nasuta, que é endêmica apenas do Sri Lanka. Um estudo de 2020 revelou que A. nasuta é um complexo de espécies, incluindo A. nasuta sensu stricto e várias espécies endêmicas dos Gates Ocidentais (A. borealis, A. farnsworthi, A. isabellina e A. malabarica).